# Victoria & Albert
Victoria & Albert ist ein US-amerikanisch-britischer Fernsehfilm aus dem Jahr 2001. Die Regie führte John Erman, das Drehbuch schrieb John Goldsmith. Die Hauptrollen spielten Victoria Hamilton und Jonathan Firth.

## Handlung
Prinzessin Victoria wird vor ihrer Volljährigkeit von der eigenen Mutter bevormundet. König Wilhelm IV., der sich mit Victorias Mutter im Dauerstreit befindet, wünscht ihre häufigere Anwesenheit am Hof. Als er stirbt, wird Victoria Königin.
Der Berater der Familie von Sachsen-Coburg-Saalfeld, Baron Christian Friedrich von Stockmar, plant die Hochzeit der Königin mit ihrem Verwandten, Prinz Albert. Victoria weigert sich zuerst, Albert zu empfangen; er ist von der Idee der Hochzeit ebenso wenig begeistert. Von Stockmar überzeugt Albert, dass dieser seine Talente in London besser als in der deutschen Provinz nutzen könne. Victorias Onkel Leopold I. bringt sie dazu, Albert zu empfangen. Sie verliebt sich in den Prinzen, als sie ihn sieht.
Albert lernt, Victoria zu lieben. Zunächst bekommt er am Hof keine Aufgabe, er gewinnt nur langsam Einfluss. Die Kinder werden geboren, Albert bringt Victoria dazu, sich mit ihrer Mutter zu versöhnen. Albert organisiert die Weltausstellung des Jahres 1851 und die Königin lobt ihn dafür in der Eröffnungsrede. Es gibt Erziehungsprobleme mit dem Sohn und Thronfolger Eduard VII., der sein Studium vernachlässigt. Victoria meint, Albert arbeite zu viel; am Ende stirbt er.

## Hintergrund
Nigel Hawthorne spielt in diesem Film den Premierminister Lord William Lamb, der bereits unter Wilhelm IV. dieses Amt innehatte. In dem Film King George – Ein Königreich für mehr Verstand (The Madness of King George) stellte er den Vater von Königin Victorias Vaters und dessen Brüdern Georg IV. und Wilhelm IV. dar.

## Kritik
Die Fernsehzeitschrift TV direkt lobte die „exzellenten“ Darsteller und die „elegante Ausstattung“.

## Auszeichnungen
Der Film gewann 2002 für die Kostüme den Emmy Award, für den auch Diana Rigg nominiert war. Die Kostüme erhielten 2002 zudem eine Nominierung für den BAFTA TV Award.